# استان قره‌بوک
قره‌بوک (به ترکی استانبولی: Karabük) نام یکی از استان‌های ترکیه است که مرکز آن هم شهر قره‌بوک است.

این استان در شمال مرکز ترکیه واقع شده و جمعیت آن در سال ۲۰۱۰ برابر با ۲۲۷٬۶۱۰ نفر بود. شهر قره‌بوک، که مرکز این استان است در ۲۰۰ کیلومتری شمال آنکارا و حدود ۱۰۰ کیلومتری جنوب ساحل دریای سیاه واقع شده‌است.
استان قره‌بوک در سال ۱۹۹۵ تأسیس شد. چهار شهرستان قره‌بوک، افلانی، زعفران‌بلو و ینیجه این استان پیش از آن تاریخ جزئی از استان زنگولداغ بودند و دو شهرستان اسکی‌بازار و اواجیق آن نیز پیش از آن جزئی از استان چانقری به‌شمار می‌آمد.
قره‌بوک در مسیر شاهراه بارتین به آنکارا قرار گرفته و راه آهن آنکارا به زنگولداغ نیز از آن می‌گذرد.

## شهرستان
این استان ۶ شهرستان دارد:
- افلانی (Eflani)
- اسکی‌بازار (Eskipazar)
- قره‌بوک (Karabük)
- اواجیق (Ovacık)
- زعفران‌بلو (Safranbolu)
- ینیجه، قره‌بوک (Yenice)

## نگارخانه

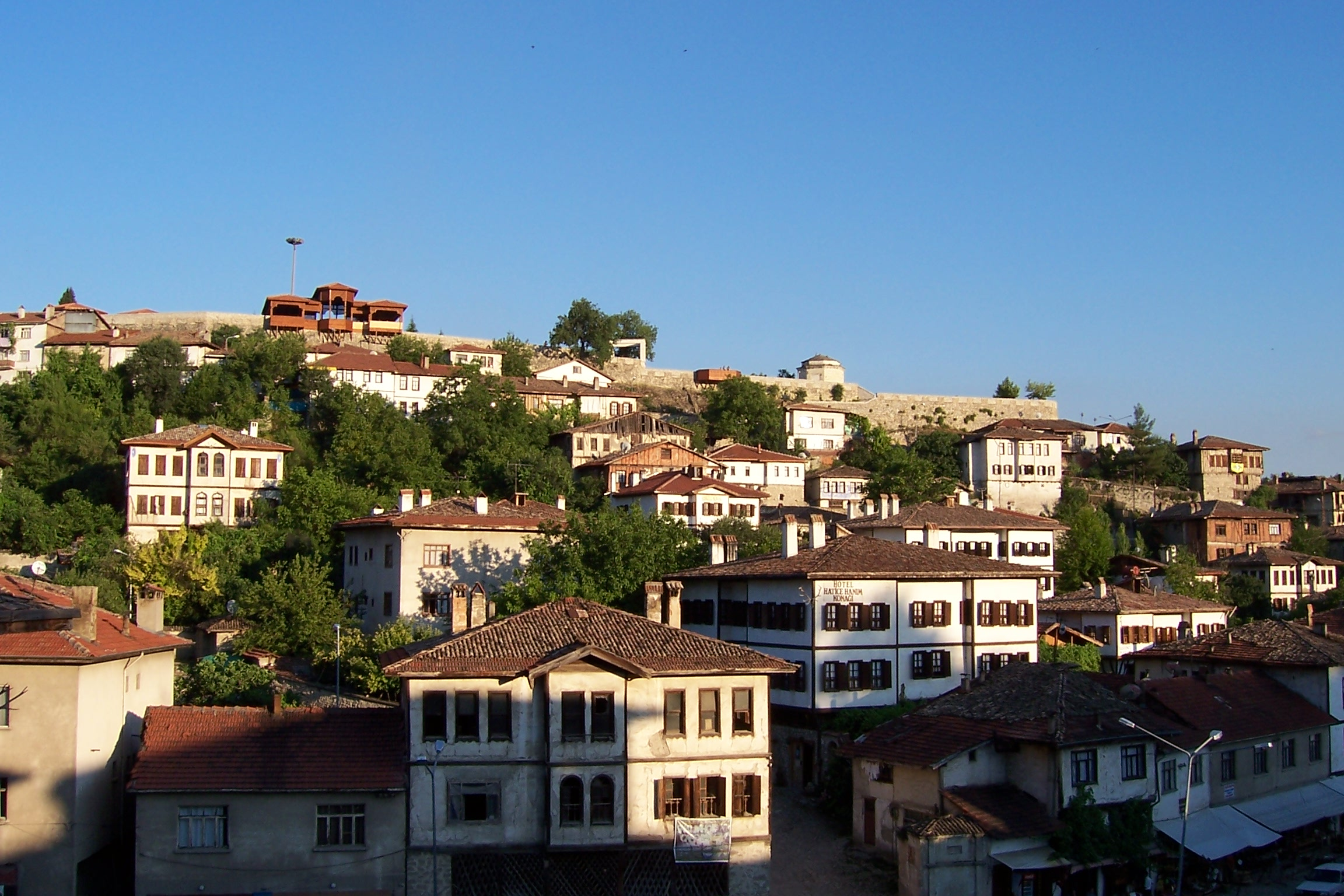
خانه‌های سنتی زعفران‌بلو
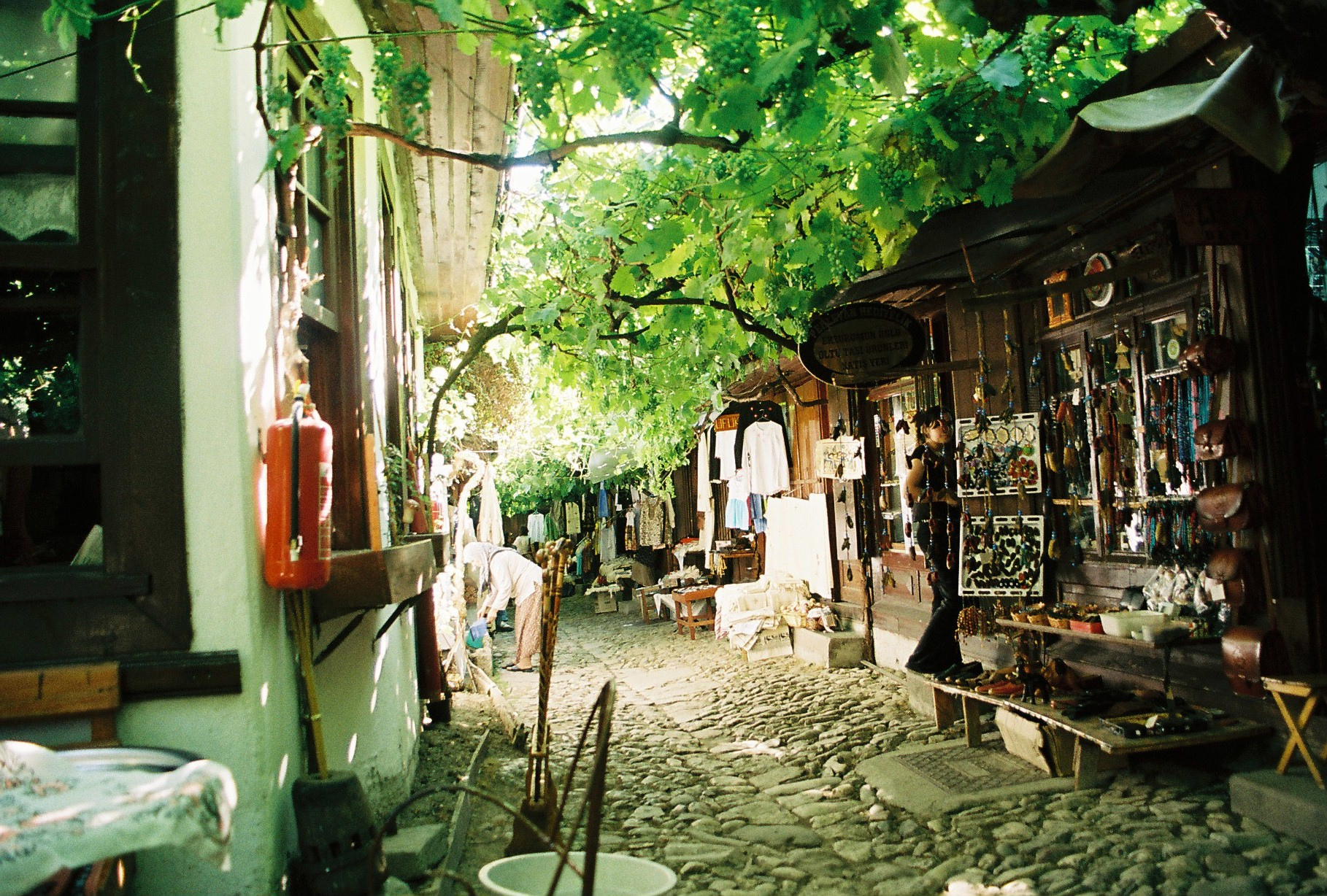
کفاشی قدیمی در زعفران‌بلو
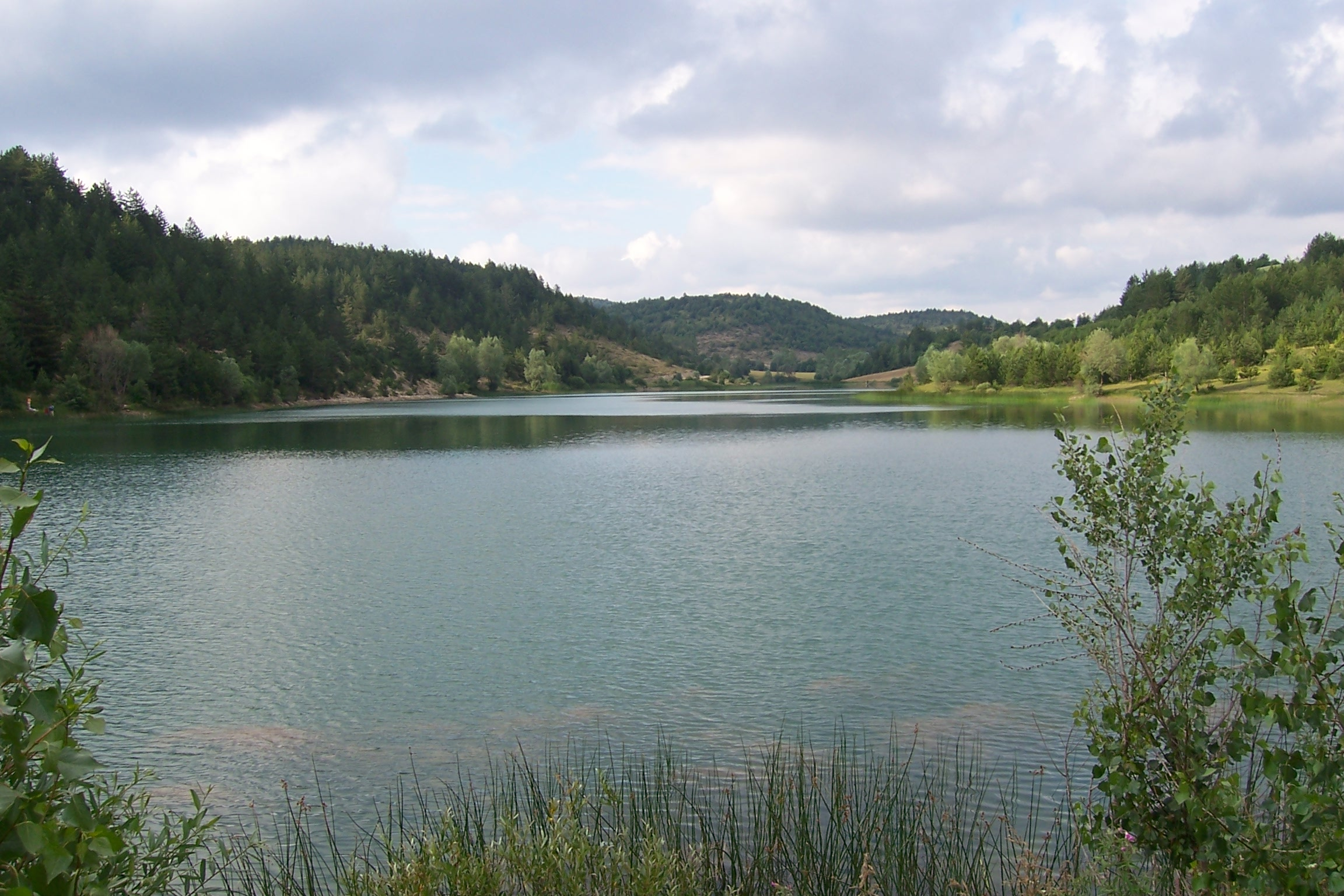
آبگیر بستانچی در افلانی
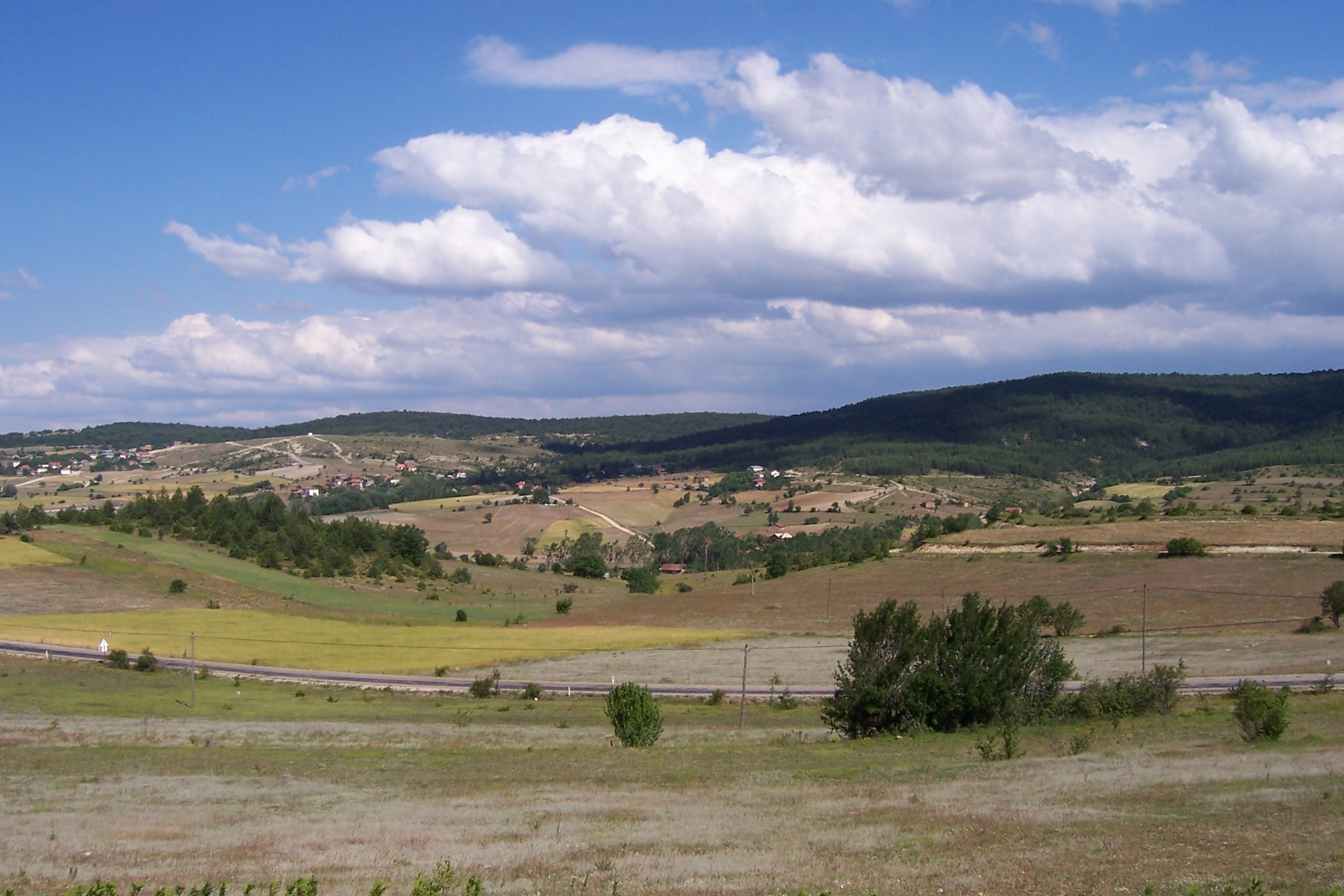
اطراف افلانی